# Daniel Haas
Daniel Haas (Erlenbach am Main, 1 de agosto de 1983) é um futebolista que atua como goleiro do 1. FC Union Berlin.